# The Avatars
The Avatars este un serial în care o trupă de tineri fără succes reușesc să devină populari datorită unor videoclipuri muzicale folosind avataruri virtuale. Povestea se învârte în jurul tinerilor în timp ce încearcă să-și balanseze viețile de vedete cu cele de studenți. În România, serialul a fost difuzat pe Megamax.